# Léon Pignon
Léon Pignon, né à Angoulême le 19 avril 1908 et mort le 4 avril 1976 dans le 16e arrondissement de Paris, est un haut fonctionnaire français, administrateur colonial en Indochine.

## Biographie
Léon Pignon est né le 19 avril 1908. Licencié en droit, il entre à l’École coloniale en 1928. C’est une des grandes écoles de la République chargé de former les futurs administrateurs coloniaux, dont le concours d’accès est particulièrement difficile. Il en sort major en 1931.
En 1936, il est rappelé en France pour être affecté à la direction des Affaires politiques du ministère des Colonies.
Mobilisé comme lieutenant en 1939, il est chargé de recruter, au Sénégal, puis de former une compagnie de tirailleurs sénégalais. Il est fait chevalier de la Légion d'honneur pour faits de guerre. Fait prisonnier sur la Somme en juin 1940, il est rapatrié en janvier 1942. 
Pignon est affecté à sa demande au bureau des colonies d'Alger après avoir refusé le poste de chef de cabinet de l’amiral Platon, alors secrétaire d'État aux Colonies du maréchal Pétain. 
Après le débarquement américain en Afrique du Nord, dès la création du CFLN, il est affecté au commissariat aux Colonies.
Après l’installation du GPRF à Paris, Léon Pignon est nommé directeur de la section Indochine au service politique du ministère des Colonies. 
Il demande à être envoyé en Indochine, toujours sous contrôle japonais. Il rejoint le Yunnan, en Chine, où se trouve une mission de la DGER sous la direction du commandant Jean Sainteny. Il est alors chargé des contacts entre Français et troupes Việt Minh dans une période où la priorité est la guerre contre les Japonais.
Conseiller de Jean Sainteny, il participe à la préparation et la signature des accords du 6 mars 1946. Il soutient alors la politique de négociation avec Hô Chi Minh parce qu’il n’y a guère d’autres interlocuteurs. 
Il devient commissaire fédéral politique de l'Indochine d'avril 1946 à mai 1947, donc pendant la période d’espoir qui suit les accords du 6 mars 1946, jusqu'au déclenchement de la guerre d'Indochine. Jugé trop proche de l'amiral Thierry d'Argenlieu, il est éloigné par le nouveau haut commissaire Bollaert.
Pignon est envoyé au Cambodge où il devient Commissaire de la République de mai 1947 à septembre 1948. Il apparaît trop « compromis » dans le déclenchement de la guerre aux yeux du nouveau Haut Commissaire pour être maintenu au Viêt-Nam.
Léon Pignon est nommé le 20 octobre 1948 Haut-Commissaire sur proposition de Coste-Floret, ministre MRP de la France d’Outre-mer. 
Haut-commissaire d’octobre 1948 à décembre 1950, il mène les préparatifs et la signature des accords de l’Élysée en mars 1949, puis de leur difficile application dans les mois qui suivent. C'est l'homme de la solution Bao Dai, tentative française pour contrer le gouvernement d'Ho Chi Minh.
En septembre 1949, Léon Pignon écrivit que la torture était contraire à tout ce que les Français essayaient de faire en Indochine au nom d' « une valeur essentiellement humaine et de civilisation », et devait donc être stoppée. 
Avec le désastre militaire de la Route Coloniale 4 en 1950, c’est toute la politique française en Indochine qui se trouve compromise. Léon Pignon jugé, parmi d'autres, responsable de cet échec est rappelé en France. Il laisse la place au général de Lattre de Tassigny en décembre 1950, qui cumulera les fonctions de Haut Commissaire et de commandant en chef du Corps expéditionnaire français en Extrême-Orient, en remplacement du général Carpentier.
Haut fonctionnaire, il mène encore différentes missions outre-mer ainsi qu'à l'ONU. 
Il meurt en 1976.

## Décorations
- Chevalier de la Légion d'honneur
- Commandeur de l'ordre du Mérite saharien, de droit en tant que membre du conseil de l'ordre (1958)[4]